# Phare de Formentor
Le phare de Formentor (ou phare du cap de Formentor) est un phare situé au cap de Formentor au nord du port de Ciutadella[à vérifier], à l'extrémité nord-ouest de l'île de Majorque, dans l'archipel des Îles Baléares (Espagne).
Il est géré par l'autorité portuaire des îles Baléares (Autoridad Portuaria de Baleares), basée au port d'Alcúdia.

## Histoire
Le phare est érigé au sommet d'une falaise à plus de 180 m du niveau de la mer, sur la péninsule de Formentor et à 20 km de Port de Pollença. Les travaux du phare débutent en 1857. Il a été mis en service le 30 avril 1863 et il est visible de jour en mer à près de 40 km. C'est une tour cylindrique de 22 m de haut, avec une galerie surmontée d'une lanterne métallique, au-dessus d'un bâtiment rectangulaire d'un seul étage. Il a été équipé, dès l'origine, d'un objectif catadioptrique dont la lumière était alimentée à l'huile d'olive. En 1927, il a été remplacé par un nouveau mécanisme. Le premier a été réutilisé dans le phare de La Mola (Formentera). En 1972 le phare a été électrifié puis branché en générateurs alimentés à l'énergie solaire. La maison de gardiennage a été reconvertie en restaurant.
Identifiant : ARLHS : BAL-023 ; ES-32900 - Amirauté : E0296 - NGA : 5068 .
|                         |
| Le phare sur la falaise |

|          |
| Le phare |